# Силва, Тиагу (бразильский футболист)
Тиа́гу Эмилиа́но да Си́лва (порт.-браз. Thiago Emiliano da Silva; бразильский португальский: [tʃiˈaɡu ẽmiliˈɐ̃nu dɐ ˈsiwvɐ]; род. 22 сентября 1984, Рио-де-Жанейро) — бразильский футболист, центральный защитник и капитан клуба «Флуминенсе» и бывший капитан национальной сборной Бразилии. Считается одним из лучших защитников своего поколения, известен своим мастерством в обороне, дисциплиной и лидерством.
Начал карьеру в клубе в 2002 году, играя полузащитником в команде РГ Футбол, однако в «Жувентуде» перешёл на позицию защитника. В 2004 году подписал контракт с «Порту» и перешёл в московское «Динамо» на правах аренды, где он был госпитализирован с почти смертельным приступом туберкулёза. После восстановления он присоединился к «Флуминенсе» и выиграл Кубок Бразилии. В 2009 году перешёл в «Милан» за 8 миллионов евро и выиграл титул чемпиона Серии А. В 2012 году подписал контракт с «Пари Сен-Жермен», став самым дорогим защитником в истории на тот момент. Там он выиграл семь титулов Лиги 1, шесть Кубков лиги, пять Кубков Франции и дошёл до финала Лиги чемпионов УЕФА 2020 года. Является рекордсменом по продолжительности капитанской службы клуба и занимает восьмое место по количеству матчей за всё время. В 2020 году подписал контракт с «Челси» на правах свободного агента, выиграв Лигу чемпионов УЕФА в своём первом сезоне и Суперкубок УЕФА и Клубный чемпионат мира во втором.
Дебютировал за сборную Бразилии в 2008 году и провёл более 110 матчей, в том числе принял участие в восьми крупных турнирах. Он завоевал бронзовую медаль Олимпийских игр 2008 года и серебряную медаль Олимпийских игр 2012 года, а позже был капитаном сборной Бразилии, выигравшей Кубок конфедераций 2013 года и занявшей четвёртое место на чемпионате мира 2014 года. Позже помог своей стране выиграть Кубок Америки 2019 года и занять второе место в 2021 году.

## Ранние годы
В начале 2004 года Тиагу Силва подписал контракт с клубом бразильской Серии А «Жувентуде», где сразу же стал игроком основы. Не дожидаясь окончания своего дебютного сезона в высшем дивизионе Бразилии, в сентябре 2004 года перешёл в «Порту» за 2,5 миллиона евро. В Европу Силва перебирался неокрепшим и неопытным центрбэком, поэтому рассчитывать на место в первой команде «Порту» ему не приходилось. В сезоне 2004/05 бразилец провёл 14 матчей в составе фарм-клуба команды.

## Клубная карьера

### «Динамо (Москва)»
В январе 2005 года стал игроком московского «Динамо», подписав контракт сроком на 3 года, с возможностью продления ещё на 2. Сумма трансфера не превышала 1 миллион долларов. Получил игровой номер «84». В России, однако, сыграть не сумел, так как вскоре простудился, а ещё через пару недель заболел туберкулёзом и пролежал в больнице полгода.

В 2005 году меня арендовало московское «Динамо», но в Москве было ужасно холодно, и я заболел. Я лежал в больнице в течение шести месяцев. Я всегда чувствовал себя голодным. Моя мать сказала, что я не выглядел больным, но я не мог двигаться. Врачи советовали мне гулять, но я не мог встать с кровати. Меня изолировали от всех, ведь это заболевание очень заразно. Время от времени врач делал мне инъекции, плюс я ел по 10-15 таблеток в день. В конце концов я узнал, что в течение шести месяцев у меня был туберкулёз. Врачи сказали, что ещё две недели — и я бы умер. Я часто вспоминаю то время. Тогда я думал о том, чтобы уйти из футбола.

Тогдашний врач «Динамо» Юрий Васильков пояснил:

Стал лечить туберкулезника Тиагу Силву. Сейчас пишут, что я спас его — а я просто выполнял свою работу, мне помогали люди, лечащие туберкулез. Не я спас, а русская медицина. Всех этих португалоговорящих ребят привезли на сбор, посмотреть, прокатать. А у Тиагу температура, перхает постоянно — я два дня бился, ничего не получалось. Подхожу к Олегу Ивановичу: «С Тиагу что-то серьёзное». А я же очень боялся, что в команду может проникнуть СПИД.
Повез Тиагу в Лиссабон и на снимках увидел дорожки в правом легком, палочки коха — гематогенно-диссеминированный туберкулез. Легкое поражено полностью и открытая форма. Давность заболевания — 8-10 месяцев. То есть он заболел задолго до «Динамо». Пришлось срочно отправлять его в Россию. Команду успел проверить на флюрограмме — слава богу, контакта ни с кем не было. Туберкулез в команду не прошел. Один я не профотографировался, потому что находился с больным. Но я чувствовал, что врачей это не берет. Рад, что Тиагу теперь мощно играет в сборной Бразилии и ПСЖ. Хотя он нас, наверное, уже забыл.

Затем Тиаго признался, что подумывал о завершении своей карьеры, однако затем вернулся на родину и сумел реабилитировать карьеру.

### «Флуминенсе»
14 января 2006 года Силва вернулся на родину и присоединился к «Флуминенсе» на правах свободного агента. Силва был назван одним из лучших игроков сезона. Клуб занял четвёртое место в Бразилии в 2007 году, пропустив всего 39 голов в 38 матчах, что достаточно неплохо для второй лучшей защиты в Бразилии. Что ещё более важно, клубу удалось одержать историческую победу в Кубке Бразилии в том же 2007 году, впервые завоевав престижный трофей. Силва сыграл решающую роль в победе; он начинал матч в старте в каждом матче и забил первый гол в четвертьфинале, а также спасительный гол в полуфинале. После победы в Кубке Бразилии Силва был признан болельщиками лучшим защитником Бразилии. В конце сезона он был одним из трёх номинантов на звание лучшего центрального защитника, наряду с Брено и Фабио Лучано. Результаты голосования были обнародованы 4 декабря, где Сильва занял второе место после Брено. За три года в Бразилии он стал одним из лидеров своей команды, дошедшей до финала Кубка Либертадорес в 2008 году. Благодаря успешной игре, он был приглашён в олимпийскую сборную Бразилии, в составе которой завоевал бронзовую медаль ОИ-2008.

### «Милан»
В декабре 2008 года перешёл в «Милан» за 10 миллионов евро. Вскоре после этого события, руководство «Динамо» объявило о намерениях отсудить у игрока 15 миллионов евро за самовольное расторжение контракта. По утверждениям «Динамо», данная сумма якобы была прописана в контракте Силвы в качестве «отступных». Однако ФИФА в иске отказала. На самом деле, контракт «Динамо» с Силвой был расторгнут ещё летом 2005 года, вскоре после его выписки из туберкулёзного диспансера.
21 января 2009 года дебютировал за «Милан» в товарищеском матче против «Ганновера 96». Официальный же дебют состоялся 22 августа 2009 года в матче первого тура Серии А 2009/10 против «Сиены». Дело в том, что Силва не мог играть в сезоне 2008/09 из-за отсутствия в заявке «Милана» свободных мест для регистрации футболистов, не имеющих паспорта ЕС. Однако, у него была возможность тренироваться с командой. Легендарный капитан «Милана» Паоло Мальдини, в то время проводивший свой финальный сезон в качестве игрока, окрестил Силву своим «наследником» в обороне команды. 8 ноября 2009 года Силва забил гол, а также автогол в матче против «Лацио», игра закончилось 2:1 в пользу «Милана». Весь первый сезон бразилец демонстрировал высочайший уровень профессионализма, не раз спасая свою команду от верных голов. Основной минус Силвы заключался в его чрезмерной подверженности травмам. Свою первую травму в составе миланского клуба получил в начале декабря, в поединке Лиги чемпионов против «Цюриха». Тиаго пропустил месяц, а вернувшись, забил первый гол на «Сан-Сиро», поразив ворота «Дженоа» (5:2). 12 февраля 2010 года в матче против «Удинезе» Силва получил мышечную травму, что поставило его под сомнение относительно предстоящего матча Лиги чемпионов против «Манчестер Юнайтед». До конца сезона Силва больше не вылетал из игры и в итоге заслуженно оказался в символической сборной турнира.
Летом 2010 года «Реал Мадрид» сделал предложение в размере 20 миллионов евро и прав на Рафаэля ван дер Варта, но «Милан» ответил отказом. Сам же Силва также отверг предложение, сославшись на нежелание семьи переезжать в Испанию. В сезоне 2010/11 Силва стал ключевым игроком «россонери». По своей значимости бразильский центрбэк сравнивался с Златаном Ибрагимовичем и Роналдиньо. В целом, тот состав «Милана» являлся сильнейшим за последнее десятилетие, хоть и не сумел завоевать большого количества трофеев. 18 мая 2011 года он подписал обновлённый контракт с «Миланом» до 30 июня 2016 года. По итогам сезона Тиаго удостоился первых индивидуальных наград. Он был признан лучшим защитником чемпионата Италии, а также стал обладателем трофея «Золотая самба», присуждаемого лучшему бразильскому игроку, выступающему в Европе.
27 ноября 2011 года, в домашней игре против «Кьево», впервые вышел на поле с капитанской повязкой. В том же году вновь выиграл приз «Золотая самба», обойдя в голосовании Дани Алвеса и Халка. 24 марта 2012 года Силва был вынужден покинуть матч против «Ромы» через десять минут из-за серьёзной травмы. Хотя «Милан» первоначально утверждал, что он будет отсутствовать всего четыре недели, вместо этого он пропустил семь недель, включая четвертьфинал Лиги чемпионов против «Барселоны», где «Милан» проиграл по сумме двух матчей 1:3. Без Силвы «Милан» сдал в чемпионате и проиграл «Скудетто» «Ювентусу». Утверждалось, что травма Силвы стала поворотным моментом в борьбе за титул: с Силвой «Милан» выигрывал 2,37 из 3 возможных за матч, а без него выигрывал 2,09 из 3 возможных.

### «Пари Сен-Жермен»
14 июля 2012 года, вместе с миланским одноклубником Златаном Ибрагимовичем, перешёл в «Пари Сен-Жермен», подписав контракт сроком на 5 лет. Сумма трансфера составила 42 млн евро. Сразу же был назначен капитаном команды. 18 сентября 2012 года бразилец дебютировал в составе ПСЖ в матче Лиги чемпионов против киевского «Динамо». Свой дебют он отметил забитым голом с передачи Ибрагимовича. Силва сыграл свой первый матч в Лиге 1 против «Бастии», в котором ПСЖ выиграл 4:0.
В 2012 году Силва второй сезон подряд вошёл в Команду года УЕФА. Силва получил награду «Игрок месяца Лиги 1» в марте, набрав 71 % голосов, после нескольких выдающихся выступлений. За этим последовало выдающиеся выступление против «Барселоны», где французские и каталонские СМИ описали Силву как «стену». Карло Анчелотти заявил после матча, что Силва был лучшим защитником в мире, сказав, что у него есть все возможности, чтобы выиграть Золотой мяч. Сезон Силвы подошёл к концу 5 мая 2013 года, когда он получил прямую красную карточку в матче против «Валансьена». Он сделал знак рефери и положил руки ему на плечо, что судья счёл нарушением правила. Это решение было сочтено очень суровым. Бывший рефери Ален Сарс заявил, что удаление было суровым. Спортивный директор Леонардо сказал, что исключение было «неприемлемым», а Анчелотти заявил, что не понимает причины такого решения арбитра. Тем не менее, в конце сезона Силва был избран в Команду года Лиги 1 сезона 2012/13 за уровень игры в течение сезона. Силва также вошёл в шорт-лист на получение награды «Игрок года» Лиги 1 вместе с товарищами по команде Блезом Матюиди и Златаном Ибрагимовичем.
22 августа 2013 года было объявлено, что Силва продлил контракт с клубом до 2018 года. Сезон 2013/14 Силва начал с победы в Суперкубке Франции над «Бордо» 2:1, и был признан лучшим игроком матча. Также он провёл 10 матчей в Лиги чемпионов. Его команда без проблем преодолела групповой этап, потеряв всего 2 очка в поединке против «Андерлехта» (1:1) и пропустив 2 мяча. В 1/8 финала «парижане» уверенно разделались с «Байером» (0:4 и 2:1). В четвертьфинале клуб Силвы встретился с лондонским «Челси». В первом матче во Франции Силва стал одним из лучших в составе «парижан», он с лёгкостью нейтрализовал Фернандо Торреса и Эдена Азара, а его клуб победил 3:1. Но в ответной встрече Тиаго допустил ошибку, которая привела к голу Андре Шюррле, а затем в концовке Демба Ба забил второй мяч и ПСЖ второй год подряд вылетел из турнира на стадии четвертьфинала. На внутренней арене бразилец привёл клуб к их второму подряд чемпионскому титулу и первому дублю. Силва вновь был номинирован на игрока года Лиги 1, и вошёл в Команду года Лиги 1 во второй сезон подряд. Силва был оценён «France Football» как пятый лучший игрок лиги, а также лучший защитник в Лиге 1.
Летом 2014 года в «ПСЖ» перешёл Давид Луис — напарник Тиагу по сборной Бразилии и его давний друг. Вместе с двумя другими представителями «пентакампионов» Силва и Луис составили полностью бразильскую линию обороны. Тиагу, впрочем, очень неудачно начал сезон, получил тяжёлую травму колена 11 августа в товарищеском поединке против «Наполи».
22 декабря 2016 года продлил действующий контракт до 2020 года.
Тиагу неоднократно включался различными изданиями в число лучших игроков ПСЖ всех времён. За клуб в общей сложности он провёл 315 матчей и забил 17 голов.

### «Челси»
28 августа 2020 года Силва перешёл в «Челси», подписав контракт с клубом до конца сезона 2020/21 с возможностью продления на год. 23 сентября 2020 года он дебютировал за клуб в матче третьего раунда Кубка футбольной лиги против «Барнсли». Три дня спустя Силва дебютировал в Премьер-лиге против «Вест Бромвич Альбион».
В сентябре 2021 года стало известно, что ФИФА дисквалифицировал игрока на 5 дней из-за того, что его не отпустили на матчи Бразилии в рамках отборочного турнира чемпионата мира-2022.
3 января 2022 года Силва продлил контракт с «Челси» до конца сезона 2022/23. 11 октября он провел свой сотый матч в Лиге чемпионов УЕФА. Юбилейной стала выездная игра с итальянским «Миланом». 10 февраля 2023 года Сильва снова продлил контракт, увеличив срок пребывания в команде до конца сезона 2023/24. 28 мая 2023 года перед заключительным матчем чемпионата с «Ньюкасл Юнайтед», Силва был признан лучшим игроком сезона в клубе.

## Международная карьера
Карьера в стане «пентакампионов» началась для Тиаго довольно поздно. Лишь в 24 года он получил первый вызов в сборную, дебютировав в товарищеском матче против Венесуэлы(4:0). В 2008 году он отправился в составе Олимпийской Сборной Бразилии на игры в Пекин. Здесь на поле практически не появлялся, а его команда выиграла бронзовые медали. Также не был игроком старта на чемпионате мира 2010 года. Здесь он проигрывал конкуренцию Жуану и Лусио. Вскоре после этого турнира сборную возглавил Луис Филипе Сколари, который обеспечив Тиаго место в основе.
В 2011 году Силва отправился в составе сборной на Кубок Америки. Здесь он провёл все четыре матча сборной, которая уступила на стадии четвертьфинала парагвайцам. В 2012 году дошёл вместе с Олимпийской сборной до финала Олимпийских игр в Лондоне, где «пентакампионы» уступили мексиканцам. Силва отыграл без замен все семь матчей бразильской дружины и попал в символическую сборную турнира.
Летом 2013 года ярко проявил себя на Кубке Конфедераций. Дошёл с командой до финала, где помог разгромить действующего чемпиона мира, сборную Испании. На домашнем чемпионате мира 2014 года Тиаго был капитаном национальной команды. Он также являлся одной из главных надежд сборной Бразилии, которая считалась фаворитом данного турнира. Силва вполне оправдал ожидания: на групповом этапе бразильцы пропустили всего один гол. В рамках 1/8 финала Силва реализовал пенальти в послематчевой серии против чилийцев. Однако затем Тиаго получил травму и не смог помочь своей сборной в двух последующих матчах, один из которых завершился позорным поражением от Германии со счётом 1:7. После окончания данного турнира Силва потерял капитанскую повязку, которая перешла Неймару.
На чемпионате мира 2022 года в Катаре 38-летний Силва стал старейшим автором голевой передачи в истории чемпионатов мира, превзойдя достижение камерунца Роже Милла, установленное в 1990 году.

## Личная жизнь
Жену футболиста зовут Изабелла. У них двое детей: Исаго (род. 2009) и Яго (род. 2011). Силва является христианином.

## Клубная статистика
| Выступление      | Выступление      | Выступление      | Чемпионат | Чемпионат | Кубки | Кубки | Международные | Международные | Прочие | Прочие | Итого | Итого |
| Клуб             | Лига             | Сезон            | Игры      | Голы      | Игры  | Голы  | Игры          | Голы          | Игры   | Голы   | Игры  | Голы  |
| ---------------- | ---------------- | ---------------- | --------- | --------- | ----- | ----- | ------------- | ------------- | ------ | ------ | ----- | ----- |
| Жувентуде        | Серия A          | 2004             | 28        | 3         | 1     | 0     | 0             | 0             | 7      | 0      | 36    | 3     |
| Жувентуде        | Итого            | Итого            | 28        | 3         | 1     | 0     | 0             | 0             | 7      | 0      | 36    | 3     |
| Динамо (Москва)  | Премьер-лига     | 2005             | 0         | 0         | 0     | 0     | 0             | 0             | 0      | 0      | 0     | 0     |
| Динамо (Москва)  | Итого            | Итого            | 0         | 0         | 0     | 0     | 0             | 0             | 0      | 0      | 0     | 0     |
| Флуминенсе       | Серия A          | 2006             | 31        | 0         | 7     | 0     | 4             | 0             | 4      | 0      | 46    | 0     |
| Флуминенсе       | Серия A          | 2007             | 30        | 5         | 12    | 3     | 0             | 0             | 9      | 0      | 51    | 8     |
| Флуминенсе       | Серия A          | 2008             | 20        | 1         | 0     | 0     | 12            | 3             | 14     | 3      | 46    | 7     |
| Флуминенсе       | Итого            | Итого            | 81        | 6         | 19    | 3     | 16            | 3             | 27     | 3      | 143   | 15    |
| Милан            | Серия A          | 2009/10          | 33        | 2         | 0     | 0     | 7             | 0             | 0      | 0      | 40    | 2     |
| Милан            | Серия A          | 2010/11          | 33        | 1         | 3     | 0     | 6             | 0             | 0      | 0      | 42    | 1     |
| Милан            | Серия A          | 2011/12          | 27        | 2         | 3     | 0     | 7             | 1             | 0      | 0      | 37    | 3     |
| Милан            | Итого            | Итого            | 93        | 5         | 6     | 0     | 20            | 1             | 0      | 0      | 119   | 6     |
| Пари Сен-Жермен  | Лига 1           | 2012/13          | 22        | 0         | 3     | 1     | 9             | 2             | 0      | 0      | 34    | 3     |
| Пари Сен-Жермен  | Лига 1           | 2013/14          | 28        | 3         | 7     | 0     | 7             | 0             | 0      | 0      | 42    | 3     |
| Пари Сен-Жермен  | Лига 1           | 2014/15          | 26        | 1         | 8     | 0     | 6             | 1             | 0      | 0      | 40    | 2     |
| Пари Сен-Жермен  | Лига 1           | 2015/16          | 30        | 1         | 7     | 0     | 9             | 0             | 0      | 0      | 46    | 1     |
| Пари Сен-Жермен  | Лига 1           | 2016/17          | 27        | 3         | 6     | 3     | 7             | 0             | 0      | 0      | 40    | 6     |
| Пари Сен-Жермен  | Лига 1           | 2017/18          | 25        | 1         | 8     | 0     | 6             | 0             | 0      | 0      | 39    | 1     |
| Пари Сен-Жермен  | Лига 1           | 2018/19          | 25        | 0         | 7     | 0     | 7             | 0             | 0      | 0      | 39    | 0     |
| Пари Сен-Жермен  | Лига 1           | 2019/20          | 21        | 0         | 5     | 1     | 9             | 0             | 0      | 0      | 35    | 1     |
| Пари Сен-Жермен  | Итого            | Итого            | 204       | 9         | 51    | 5     | 60            | 3             | 0      | 0      | 315   | 17    |
| Челси            | Премьер-лига     | 2020/21          | 23        | 2         | 3     | 0     | 8             | 0             | 0      | 0      | 34    | 2     |
| Челси            | Премьер-лига     | 2021/22          | 32        | 3         | 5     | 0     | 11            | 0             | 0      | 0      | 48    | 3     |
| Челси            | Премьер-лига     | 2022/23          | 27        | 0         | 0     | 0     | 8             | 0             | 0      | 0      | 35    | 0     |
| Челси            | Премьер-лига     | 2023/24          | 31        | 3         | 7     | 1     | 0             | 0             | 0      | 0      | 38    | 4     |
| Челси            | Итого            | Итого            | 113       | 8         | 15    | 1     | 27            | 0             | 0      | 0      | 155   | 9     |
| Флуминенсе       | Серия A          | 2024             | 15        | 0         | 1     | 0     | 4             | 1             | 0      | 0      | 20    | 1     |
| Флуминенсе       | Серия A          | 2025             | 7         | 0         | 0     | 0     | 2             | 0             | 12     | 1      | 21    | 1     |
| Флуминенсе       | Итого            | Итого            | 22        | 0         | 1     | 0     | 6             | 1             | 12     | 1      | 41    | 2     |
| Всего за карьеру | Всего за карьеру | Всего за карьеру | 541       | 31        | 93    | 9     | 129           | 8             | 46     | 4      | 809   | 52    |

## Достижения

### Командные
«Флуминенсе»
- Обладатель Кубка Бразилии: 2007

«Милан»
- Чемпион Италии: 2010/11
- Обладатель Суперкубка Италии: 2011

«Пари Сен-Жермен»
- Чемпион Франции (7): 2012/13, 2013/14, 2014/15, 2015/16, 2017/18, 2018/19, 2019/20
- Обладатель Кубка Франции (5): 2014/15, 2015/16, 2016/17, 2017/18, 2019/20
- Обладатель Кубка французской лиги (6): 2013/14, 2014/15, 2015/16, 2016/17, 2017/18, 2019/20
- Обладатель Суперкубка Франции (5): 2013, 2015, 2017, 2018, 2019

«Челси»
- Победитель Лиги чемпионов УЕФА: 2020/21
- Обладатель Суперкубка УЕФА: 2021
- Победитель Клубного чемпионата мира: 2021

Сборная Бразилии
- Обладатель Кубка Америки: 2019
- Обладатель Кубка конфедераций: 2013
- Бронзовый призёр Олимпийских игр: 2008
- Серебряный призёр Олимпийских игр: 2012
- Серебряный призёр Кубка Америки: 2021

### Личные
- Обладатель Серебряного мяча (Бразилия): 2007
- Лучший защитник чемпионата Италии 2010/11[83]
- Обладатель премии «Золотая самба» (3): 2011, 2012, 2013
- Попал в команду года по версии ФИФА (3): 2013, 2014, 2015[84]
- Команда года (Серия A) (2): 2010/11, 2011/12
- Команда года по версии УЕФА (3): 2011, 2012, 2013
- Входит в состав символической сборной Кубка конфедераций 2013 года по версии ФИФА[85]
- Член сборной FIFPro (3): 2013, 2014, 2015
- Входит в состав символической сборной Лиги чемпионов УЕФА: 2015/16[86]
- Вошёл в состав символической сборной чемпионата мира (2): 2014, 2018[87][88]
- Игрок года футбольного клуба «Челси»: 2023